# وستفالی
وستفالی نام مجموعه مهمی از گویش‌های آلمانی پایین ست. این گویش‌ها عبارتند از: گویش‌های منطقه مونستر لاند، گویش‌های ایستفالنی (منطقه دتمولد)، گویش‌های زاورلاندی و گویش‌های وست مونستری. گستره این گویش‌ها بخش‌های شمال غربی ایالت نوردراین-وستفالن (به جز منطقه زیگرلاند و ویگنشتاین) و برخی مناطق غربی نیدرزاکسن (منطقه امسلاند و اسنابروک) است.
برجسته‌ترین ویژگی این گویش‌ها دو آوایی شدگی (به انگلیسی: diphthongization) است. بسیاری از اشکال دستوری و شیوه‌های آوایش قدیمی در این گویش‌ها دست نخورده باقی‌مانده‌اند. در واقع این گویش‌ها امروزه کاربرد چندانی ندارند و تنها در بین افراد مسن رواج دارند.